# Athemistus
Athemistus – rodzaj chrząszczy z rodziny kózkowatych i podrodziny zgrzypikowych.

## Zasięg występowania
Przedstawiciele tego rodzaju występują w Australii.

## Systematyka
Do Athemistus należy 36 gatunków:

- Athemistus aberrans
- Athemistus aborigine
- Athemistus aethiops
- Athemistus albofasciatus
- Athemistus approximatus
- Athemistus armatagei
- Athemistus assimilis
- Athemistus barretti
- Athemistus bituberculatus
- Athemistus conifer
- Athemistus cristatus
- Athemistus dawsoni
- Athemistus discospinosus
- Athemistus echinatus
- Athemistus funereus
- Athemistus harrisoni
- Athemistus howittii
- Athemistus irregularis
- Athemistus kaszabi
- Athemistus laevicollis
- Athemistus luciae
- Athemistus macleayi
- Athemistus maculatus
- Athemistus mastersi
- Athemistus medioplagiata
- Athemistus monticola
- Athemistus murina
- Athemistus nodosus
- Athemistus orbicollis
- Athemistus pubescens
- Athemistus puncticeps
- Athemistus puncticollis
- Athemistus rugulosus
- Athemistus torridus
- Athemistus tricolor
- Athemistus wasselli